# Vattusaari (ö i Kajanaland, Kehys-Kainuu, lat 64,13, long 29,11)
Vattusaari är en ö i Finland. Den ligger i sjön Ontojärvi och Nurmesjärvi och i kommunen Kuhmo i den ekonomiska regionen  Kehys-Kainuu  och landskapet Kajanaland, i den centrala delen av landet, 500 km nordost om huvudstaden Helsingfors. Öns area är 18,4 hektar och dess största längd är 1 kilometer i öst-västlig riktning.